# Sally Kehoe
Sally Kehoe (ur. 25 września 1986 w Toowoomba) – australijska wioślarka.

## Osiągnięcia
- Mistrzostwa świata – Gifu 2005 – dwójka podwójna – 3. miejsce.
- Mistrzostwa świata – Eton 2006 – czwórka podwójna – 2. miejsce.
- Mistrzostwa świata – Monachium 2007 – ósemka – 4. miejsce.
- Igrzyska olimpijskie – Pekin 2008 – ósemka – 6. miejsce.
- Mistrzostwa świata – Poznań 2009 – dwójka podwójna – 4. miejsce.
- Mistrzostwa świata – Amsterdam 2014 – dwójka podwójna – 3. miejsce